# Óscar Carmelo Sánchez
Óscar Carmelo Sánchez (16 de juliol de 1971 - 23 de novembre de 2007) fou un futbolista bolivià.

## Selecció de Bolívia
Va formar part de l'equip bolivià a la Copa del Món de 1994.